# シライシ紗トリ
シライシ 紗トリ（シライシ さトリ、1971年11月15日 - ）は、日本の男性作曲家、編曲家、音楽プロデューサー。福島県出身。旧芸名は白石 紗澄李（読みは同じ）。他にもSILAS LEEなど複数のペンネームを使用している。

## 略歴
1995年 - 10月2日、久宝留理子のシングル「コンクリートジャングル」で作家としてデビュー。
1996年 - 金子美香と2人組ユニット「PARADISE LOST」でVapよりデビュー。
1998年 - 日本テレビ系列・水曜ドラマ『サービス』の劇伴音楽を担当。作家・クリエイターとしての活動を精力的に始める。PARADISE LOST脱退。織田裕二などの楽曲を制作。
2000年 - アンセムの清水昭男と共に「福寿」を結成。花王ロリエ、ホンダ・フイットなどのCMソングを手がける。TOKIO、藤木直人等に楽曲制作、プロデュースに携わる。
2002年 - SMAP 「freebird」他、数多のアーティストのプロデュース、楽曲、編曲をおこなう。
2003年 - ORANGE RANGEをプロデュース。
2005年 - 初のソロ・アルバム『Happydom』発表。ニューヨークのアバター・スタジオなどで制作され、ゲストにオマー・ハキム、ヴィニー・カリウタ、レイ・パーカー・ジュニア、関口和之、松田弘、ORANGE RANGEなど参加。
2006年 - w-inds.「ブギウギ66」が第48回日本レコード大賞金賞受賞。
2007年 - 自身のシングル「The Town Of Island」発表。
2008年 - Candy（CHIHIROとして加入）とLOVERSSOUL結成。
2009年 - LOVERSSOULがDisney Recordよりディズニーアニメ「スティッチ! 〜いたずらエイリアンの大冒険〜」エンディングテーマの「スティッチ・エイサー」を発表。キマグレンが歌うオープニングテーマ「SMILE」の編曲も担当。マリエ・ディグビーのSecond Homeをプロデュース。
2010年 - ディズニーアニメ「スティッチ! 〜ずっと最高のトモダチ〜」オープニングテーマ「みんなのゆめ」をLOVERSSOULとしてプロデュース。
2012年 - LOVERSSOULがユニバーサルシグマよりORANGE RANGEとのコラボ「Loveliest」発表。「福寿」シングル「ギターメン」を発表。ディズニー「声の王子様2」プロデュース。
2013年 - 自身のシングル「ON THE WAY」発表。ディズニー「声の王子様3」プロデュース。
2017年 - 欅坂46「風に吹かれても」が第59回日本レコード大賞優秀作品賞受賞。
2018年 - 乃木坂46「シンクロニシティ」が第60回日本レコード大賞を受賞。
2021年 - 藤木直人と限定ユニット「49」結成。初ライブで解散。松下洸平がイラストジャケットを書き下ろしている。

## 作品

### シングル
- The Town Of Island（2007年4月18日）
  1. The Town Of Island
  2. Chase the Rainbow

- ON THE WAY（2013年）

### アルバム
- Happydom（2007年7月25日）
  1. Sunshine
  2. The Town Of Island
  3. Alchemist
  4. Driftage
  5. Delicious & Especial
  6. Hug,Hug
  7. Asian Sky
  8. Goddess Of The Moon
  9. Freebird
  10. For The Greatest Things
  11. Gentle Smile
  12. Happydom
  13. Happydom〜Reprise〜

### 参加作品
- Rock To The Future（1996年6月21日）
  - 西城秀樹のライブ・アルバム
- ORANGE RANGE「縁盤」（2016年7月20日）
  - ここにいるよ
- Hawaiian Roller Coaster Ride （2016年12月7日）
  - アロハ!えいごDEこどものうた/Aloha! English Songs for Children
- Ultraman Orb –Touch the Sun–（2016年12月26日）
  - ウルトラマンオーブ THE ORIGIN SAGA（episode 1 - 7 エンディングテーマ）
- ディズニー ハワイアン・アルバム ～エ・コモ・マイ～（2018年10月1日）
  - アンダー・ザ・シー feat. シライシ紗トリ / キナ&カラニ

### Paradise Lost
シングル
- Q（1996年 エアーズ）
  - テレビ東京系列 アニメ『超者ライディーン』エンディング曲
- things（1997年 バップ）
  - 日本テレビ系列『TVおじゃマンボウ』エンディング曲
- FOOL（1997年 バップ）
  - 日本テレビ系列『進め!電波少年』エンディングテーマ
- フェンス（1998年 バップ）
  - 日本テレビ系列 ドラマ『サービス』エンディングテーマ
- ルール（1998年 バップ）
  - 日本テレビ系列『TVおじゃマンボウ』エンディング曲
- 体温（1998年 バップ）
  - 日本テレビ系列 ドラマ『火曜サスペンス劇場』主題歌

アルバム
- Paradise Lost（1998年 バップ）

### 49（藤木直人＆シライシ紗トリ）
シングル「49」（2021年11月10日）
- Tema de 49
- Crossroad
- ゆるく生きましょう

## プロデュース・共作
※順不同
- Marié Digby 「Second Home」（プロデュース）
- ORANGE RANGE （プロデュース）
- BOOM BOOM SATELLITES （共同プロデュース）2004年〜2016年まで
- KINA & KALANI（プロデュース）
- LOVERSSOUL（プロデュース）
- アリス九號.「Alpha」（プロデュース）
- メガマソ「花びら」（プロデュース）
- serial TV drama 「パワースポット」（プロデュース）
- RYO from ORANGE RANGE「DELIGHT」（プロデュース）
- TRI4TH 「ANTHOLOGY」（共同プロデュース）
- Seven Billion Dots （プロデュース）
- ISEKI （プロデュース）

## 提供作品

### 48グループ/坂道シリーズ
AKB48
- 「ハイテンション」（作曲）
- 「元カレです」（作曲・編曲）

SKE48
- 「愛の喪明け」（作曲・編曲）

NGT48
- 「Awesome」（作曲・編曲）

乃木坂46
- 「狼に口笛を」（編曲）
- 「音が出ないギター」（編曲）
- 「シンクロニシティ」（作曲・編曲）[1]
  - 第70回NHK紅白歌合戦歌唱楽曲[2]
  - 第60回日本レコード大賞大賞受賞
- 「心のモノローグ」（作曲・編曲）
- 「サヨナラ Stay with me」（作曲・編曲）

欅坂46
- 「風に吹かれても」（作曲・編曲）
  - 第60回日本レコード大賞　優秀作品賞（大賞ノミネート作品）

櫻坂46
- 「UDAGAWA GENERATION」（作曲）

日向坂46
- 「One choice」（編曲）
- 「パクチー ピーマン グリーンピース」（編曲）
- 「絶対的第六感」（作曲・編曲）

### 48グループ/坂道シリーズ以外
アイドルネッサンス
- 「17才」（編曲）
- 「不景気」（編曲）

Aqua Timez
- 「銀河鉄道の夜」（Aqua Timezと共編曲）

安倍麻美
- 「Everyday」（作詞・作曲）
- 「Milk」（作詞・作曲・編曲）
- 「SWEET HEAVEN」（作曲・編曲）（作詞は安倍麻美と共作）

嵐
- 「コイゴコロ」（作詞・作曲）（SILAS LEE名義）

あゆみくりかまき
- 「アナログマガール」（編曲・プロデュース）
- 「女子か。」（歌詞）

ammoflight
- 「桜グラフィティ」（作詞・作曲は津久井恒仁、編曲はammoflightと共作）
- 「7の魔法」（ammoflightと共編曲）
- 「ゆめのなかがく」（ammoflightと共編曲）
- 「夏色ドット」（作詞）（作曲は津久井恒仁、編曲はammoflightと共作）
- 「スーパーステップ」（作詞は津久井恒仁、編曲はammoflightと共作）
- 「「REC」」（ammoflightと共編曲）
- 「アルタルフ 〜この恋の終わりに〜」（ammoflightと共編曲）
- 「ライフ・イズ・ア・ギャンブル」（作詞は津久井恒仁、編曲はammoflightと共作）
- 「milk tea」（ammoflightと共編曲）
- 「cheese:-)」（作曲・編曲）（作詞はAkira Sunsetと共作）
- 「PRINCIPLE」（作詞は津久井恒仁、編曲はammoflightと共作）
- 「Moonlight St.」（作詞・作曲は津久井恒仁、編曲はammoflightと共作）
- 「奇跡」（ammoflightと共編曲）
- 「Hello Tomorrow」（編曲）
- 「それは、空想のストーリー」（編曲）

アリス九號.
- TSUBASA. （共同編曲・プロデュース）

ISEKI
- 「ハレルヤ」（編曲・プロデュース）
- 「PARADE」 （編曲・プロデュース）
- 「Can you feel it」 （作詞・編曲・プロデュース）
- 「reflection」 （編曲・プロデュース）
- 「TORCH」（作詞・編曲・プロデュース）

石井竜也
- 「OCEAN DRIVE feat.K」（編曲）

今井翼
- 「AXEL」（作曲）

岡崎体育
- Natural Lips（編曲）
- ジャリボーイ・ジャリガール（編曲）
- Merry Merry Christmas Night（編曲）
  - 『ジュマンジ/ネクスト・レベル』日本語吹替版 主題歌-

大黒摩季
- 「恋の悪魔 -She's no Angel-」（作詞・作曲）

織田裕二
- 「Over and Over Again」（作詞・作曲）
- 「Hug,Hug」（作詞・作曲・編曲・プロデュース）
- 「All my treasures」（編曲）
- 「out」（作詞・作曲・編曲・コーラス・ギター・キーボード）
- 「naive」（作詞・作曲・編曲・コーラス・ギター・キーボード）
- 「SOMETHING TO SAY」（作詞・作曲・編曲・コーラス・キーボード）
- 「それでも僕らは此処にいる」（作詞・作曲）

w-inds.
- 「ブギウギ66」（作曲）（作詞は島崎貴光との共作）
  - 第57回NHK紅白歌合戦歌唱楽曲。

キマグレン
- 「SMILE」（編曲・プロデュース）
- 「IT'S MY 勇気」（編曲）
- 「ENDLESS SUMMER」（編曲）
- 「僕の住む街」（編曲）
- 「泥だらけのHERO」（編曲）
- 「トンネル・タイムマシーン」（編曲）
- 「夢の中だけでも」（編曲）
- 「向日葵に恋をした」（編曲）
- 「真夏の夜のシンデレラ」（編曲）
- 「歩」（編曲）
  - 『しまじろうと フフの だいぼうけん ～すくえ!七色の花～』テーマソング

きっかレン
- 「カフェオーレのうた」（編曲）
  - グリコ乳業『カフェオーレ』CMソング

KILLERS
- 「TROUBLE QUEEN」（作詞・作曲）

久宝留理子
- 「コンクリートジャングル」（作曲）

黒沢健一
- 「Feel It」（編曲・プロデュース）
- 「Scene39」（編曲・プロデュース）
- 「Maybe」（編曲・プロデュース）
- 「Do we do」（編曲・プロデュース）

K
- 「LOVE FREAK」（作詞・編曲）（作曲はKとの共作）
- 「Christmas Day」（作詞・作曲・編曲）
- 「会いたいから」（編曲・プロデュース）（作詞・作曲はKとの共作）

西城秀樹
- 「round'n'round」（作詞・作曲）（編曲は鈴木雅也と共同）
- 「パラサイト・ラヴ」（作曲）（編曲は鈴木雅也と共同）
- 「CHINA ROSE」（作曲）（編曲は鈴木雅也と共同）

JAMIL
- 「The Rock City Boy」（作曲・プロデュース）
- 「Get Away」（作曲）

柴咲コウ
- summer day （編曲）

serial TV drama
- 「ユニコーンの角」（新井弘毅と共作詞）
- 「桃源郷エイリアン」（プロデュース）

Cyntia
- 「暁の華」（Cyntiaと共編曲）
- 「lucky☆star」（Cyntiaと共編曲）
- 「Woman」（Cyntiaと共編曲）
- 「シニシズム」（Cyntiaと共編曲）
- 「chapter/1」（Cyntiaと共編曲）
- 「君が居ない世界」（Cyntiaと共編曲）
- 「GIRL to WOMAN -prologue-」（Cyntiaと共編曲）
- 「letter」（Cyntiaと共編曲）
- 「リックリリック」（Cyntiaと共編曲）

Skoop On Somebody + The Real Group
- All For Love〜愛こそすべて〜（作詞）
  - Anders Edenroth(The Real Group)と共作曲・編曲

Sugar
- 「real identity」（作曲）

SCANDAL
- 「Shining Sun」（編曲）（作詞はSCANDAL・一色そらんとの共作）
- 「I want you」（編曲）
- 「Right Here」（編曲）（作曲はJAMILとの共作）
- 「打ち上げ花火」（編曲）（作曲は一色徳保との共作）
- 「涙よ光れ」（編曲）
- 「Winter story」（編曲）
- 「Room No. 7」（SCANDALと共編曲）
- 「LOVE ME DO」（編曲）
- 「Morning Sun」（編曲）
- 「今夜はピザパーティー」（編曲）
- 「LOVE」（編曲）
- 「大阪LOVER」（編曲）
  - 『私とドリカム -DREAMS COME TRUE 25th ANNIVERSARY BEST COVERS-』収録
- 「eternal」（編曲）
- 「愛の正体」（編曲）10th Album 「MIRROR」収録

Seven Billion Dots
- 「Stay With Me」
  - アニメ「GRANBLUE FANTASY The Animation Season 2」OPテーマ・プロデュース

スターダストプロモーション関連
- 私立恵比寿中学
  - 「パクチー」（作詞・作曲・編曲）
  - 「夏だぜジョニー」（RYOと共作詞・共作曲・共編曲）
  - 「中人DANCE MUSIC」（作詞・編曲・プログラミング・ギター・ベース・キーボード・パーカッション）
- TEAM SHACHI（チームしゃちほこ）
  - 「プロフェッショナル思春期」（編曲）
  - 「Wake Up Up」（編曲）
  - 「Today」（作曲・編曲）
- DISH//
  - 「FREAK SHOW」（作詞・作曲・編曲）
  - 「That's My Life」（作詞）

ステレオポニー
- 「ハナヒラクオカ」（ステレオポニーと共編曲）

SMAP
- 「freebird」（作詞・作曲・編曲・ギター）- 第53回NHK紅白歌合戦歌唱楽曲。
- 「sunrise, sunshine」（作詞・作曲・編曲）
- 「SPECIAL」（作詞・作曲・編曲）

7!!（seven oops）
- 「ラヴァーズ」（編曲）
- 「プリミティヴ・パワー」（7!!と共編曲）
- 「愛の言葉」（7!!と共編曲）
- 「スウィート・ドライヴ」（編曲）
- 「虹色」（編曲）
- 「さよならメモリー」（編曲）
- 「キラリと光れ」（編曲）
- 「ReReハロ 〜終われそうにない夏〜」（編曲）
- 「Mr.ハロー」（編曲）
- 「この広い空の下で」（編曲）
- 「ノスタルジア ～ReReハロ～」（編曲）
- 「メロディ・メーカー」（編曲）
- 「My ダーリン」（編曲）
- 「スタートライン」（編曲）
- 「サンライト」（編曲）
- 「オレンジ」（編曲）
- 「恋のレシピ」（編曲）
- 「ドキドキ」（編曲）
- 「弱虫さん」（編曲）
- 「ブランコ」（編曲）
- 「太陽にKiss」（編曲）
- 「Please Please」（編曲）
- 「I Stay」（編曲）
- 「この雨が降る前に」（編曲）
- 「アオイハナビラ」（編曲）

ダイスケ
- 「田園」（編曲）

高橋みなみ
- 「笑顔」（編曲）

TOKIO
- 「Feel It」（作詞・作曲）

TRI4TH
- 「LET JERRY ROLL feat. チバユウスケ」（編曲・ギター参加）

the peggies
- 「スタンドバイミー」（編曲）
  - 「さらざんまい」EDテーマ
- 「青すぎる空」（編曲）
  - 映画『アルプススタンドのはしの方』主題歌
- 「TAIKIKEN」（編曲）
  - 2nd Album「The GARDEN」収録

TOTALFAT
- 「PARTY PARTY」（TOTALFATと共編曲）
- 「Jungle Fever」（TOTALFATと共編曲）
- 「X-stream」（TOTALFATと共編曲）

中川翔子
- 「続 混沌」（作曲）
- 「さかさま世界」（編曲）
- 「Once Upon a Time -キボウノウタ-」（作曲・編曲）
- 「Candy Girl」（編曲）
- 「KISEKI」（編曲）
- 「愛いっぱい、せいいっぱい」（編曲）

中ノ森BAND
- 「Oh My Darlin'」（作詞・作曲）
- 「サテライト」（プロデュース）

22/7
- 「ロックは死なない」（作曲・編曲）（作曲はKubotyと共作）

NIKIIE
- 「カナリア」（編曲）
- 「Darlin'」（編曲）

PaniCrew
- 「Wild Flower 〜花のしらべ〜」（作詞・作曲・編曲）

ピポ☆エンジェルズ
- 「Luvly, Merry-Go-Round」（作曲・編曲）（作詞はUCOと共同）

HIMEKA
- 「果てなき道」（村山達彦と共編曲・プログラミング・ギター・ベース）

広瀬香美
- 「BLUE CHRISTMAS」（編曲）
- 「HAPPY XMAS (WAR IS OVER)」（編曲）

V6
- 「UTAO-UTAO」（編曲）

フェアリーズ
- 「Kiss Me Babe」（作詞・作曲・編曲）

福原美穂
- 「恋はリズム -Believe My Way-」（Kanaと共共詞・共作曲）
- 「BECAUSE YOU LOVED ME」（編曲）
- 「絶え間なく」（編曲）

藤木直人
- 「anon」（作詞・作曲・編曲）
- 「shower」（編曲）（藤木との共作詞・作曲）
- 「2 HEARTS」（編曲）（藤木との共作詞）
- 「sofa」（編曲）
- 「Little Wing」（藤木とバックバンド・Nothingとの共作曲・編曲）
- 「パズル」（作詞・編曲）（藤木との共作曲）
- 「ひだまり。」（編曲）
- 「One Sided」（作詞・作曲・編曲）
- 「Wonderful Days」（作詞・作曲・編曲）
- 「NECESSARY」（作詞・作曲・編曲）
- 「SNOW」（作詞・作曲・編曲）
- 「So Long...」（編曲）（藤木との共作詞・作曲）
- 「涙のいろ ～Media Mix～」（編曲）（藤木とバックバンド・Nothingとの共作詞・作曲）
- 「Sweet」（編曲）（作詞はeico・作曲は藤木との共作）
- 「天使ノ虹」（作詞・作曲・編曲）
- 「こんにちはとさよならの間で」（作詞・作曲・編曲）
- 「Flower」（作詞・作曲・編曲）
- 「T-ROX ～ティラノザウルス・ロックス～」（作曲・編曲）（藤木との共作詞）
- 「“A”」（作詞・作曲・編曲）
- 「君を連れて」（編曲）（藤木との共作曲）
- 「Real Heaven」（編曲）
- 「OH! BROTHER!」（作曲）（藤木との共作詞）
- 「Tomorrow Song」（作詞）（藤木との共作曲）
- 「タイムトラベル」（藤木との共作詞・作曲）
- 「smile.」（作詞）（藤木との共作曲）
- 「冒険者の歌 〜Sweet Generation's Adventure〜」（作曲）（藤木との共作詞）
- 「回廊 〜Corrdor〜」（作曲）（藤木との共作詞）
- 「サンクフル☆エブリナイ」（作詞・作曲）
- 「ハピネス」（作詞・作曲）
- 「愛のテーマ」（作詞・作曲・編曲）
- 「まっしろいCANVAS」（編曲）
- 「spring」（編曲）
- 「Hound Dog」（小林建樹と共編曲）
- 「セクシー“GIMME YOUR LOVE”」（作詞・作曲・編曲）
- 「センチメンタルストリート」（作詞・作曲）
- 「Partyはこれから」（作詞・作曲・編曲・コーラス）
- 「KISSの代償」（作詞・作曲）
- 「-forty-」（作詞・作曲・編曲）
- 「Summer!!」（作曲・編曲）
- 「SELF-PORTRAIT」（編曲）
- 「Honey My Love」（作詞・作曲・編曲）
- 「ラフ」（編曲）
- 「Go for it!」（編曲）（藤木直人との共作詞・作曲）
- 「TAXI」（編曲）
- 「Summer‼︎(TFS Rimix)（藤木直人との共作曲）
- 「Let it Rock」（作詞・作曲）
- 「ミチタリタセカイ」（編曲）
- 「Sky」（編曲）
- 「utakata」（編曲）
- 「ミライ」（編曲）（藤木との共作詞・作曲）
- 「湿布」（コーラス）
- 「50」（編曲）

BOOGIE MATSUDA & FUNKY★FREAKS（サザンオールスターズ松田弘ソロプロジェクト）
- GOOD CELEBRATION  with 青山テルマ 、 MCU、TAKE、一十三十一、Full Of Harmony & VOICE （共作詞・共作曲・共編曲）
- SHINING STAR with Skoop On Somebody（共作詞・共作曲・共編曲）

フリーウェイハイハイ
- 「マボロシーン」（作詞・作曲・編曲）
- 「パンチライン 〜Punchiline〜」（作詞・作曲・編曲）

ベイビーレイズJAPAN
- 「ぶっちゃけRock'n はっちゃけRoll」（編曲）
- 「充電満タン〜サタデーナイト」（編曲）

ポルノグラフィティ
- Ohhh!!! HANABI （共編曲）

星村麻衣
- 「ラヴ・チューニング」（編曲・プロデュース）
- 「ひかり（プロデュース）」（作詞・作曲は星村、編曲は千住明との共作）
- 「青空スケッチ」（編曲・プロデュース）
- 「The Best Of My Life」（編曲・プロデュース）（作詞・作曲は星村との共作）
- 「Popping」（編曲・プロデュース）
- 「ゆびきり」（編曲・プロデュース）（作曲は星村との共作）

村上佳佑
- 「Go One Step Ahead」（編曲）
- 「美しい人」（編曲）
- 「僕らの明日」（編曲）

May'n
- 「キスを頂戴」（作詞・作曲・編曲・プロデュース）
- 「BLUE」（編曲・プロデュース）
- 「Glorious Heart」（共作詞・作曲・編曲・プロデュース）（作詞はCandyとの共作）
- 「WHY?」（作曲・編曲・プロデュース）
- 「嫌、嫌」（編曲・プロデュース）

メガマソ
- 「花びら」（共作詞・編曲・プロデュース）（作詞はメンバーの涼平と共同）

MAN WITH A MISSION
- 「More Than Words」（編曲）

ヤバイTシャツ屋さん
- 「ちらばれ!サマーピーポー」（編曲・プロデュース）

吉田凜音
- Circuit Board（作詞・作曲・編曲）
- SHEEP’S ROCK（作詞・作曲・編曲）
- ビタラブ（作詞・作曲・編曲）

Lead
- 「ベイビーランニンワイルド」（作詞・作曲・編曲）
- 「想い出ブレイカー」（作詞・作曲）

ロザリーナ
- 「Life Road」（作曲・編曲・プロデュース）
- 「Gloomy Day」（作詞・作曲・編曲・プロデュース）

RYO from ORANGE RANGE
- 夏だぜジョニー（共作詞・共作曲・編曲・プロデュース）
- DRIVE feat. N.O.B.U!!! （編曲・プロデュース）